# Táliga
Táliga (portugiesisch Talega) ist eine spanische Gemeinde (municipio) mit 660 Einwohnern (Stand: 2024) in der Provinz Badajoz in der Autonomen Gemeinschaft Extremadura. 

## Lage
Táliga liegt rund 35 km südlich von Badajoz in einer Höhe von ca. 295 m. Der Río Olivenza begrenzt die Gemeinde im Westen. 

## Sehenswürdigkeiten

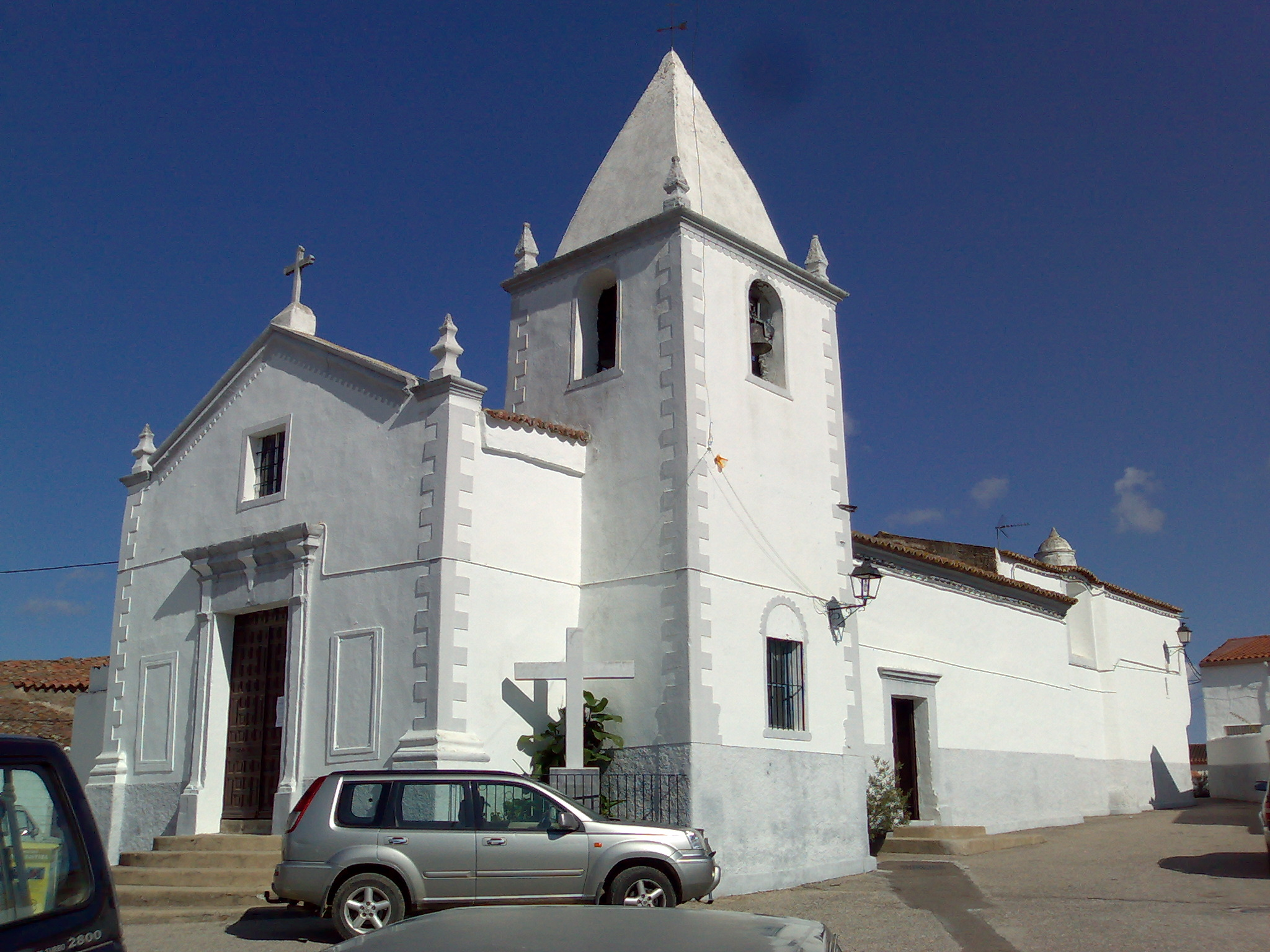
Kirche Mariä Himmelfahrt
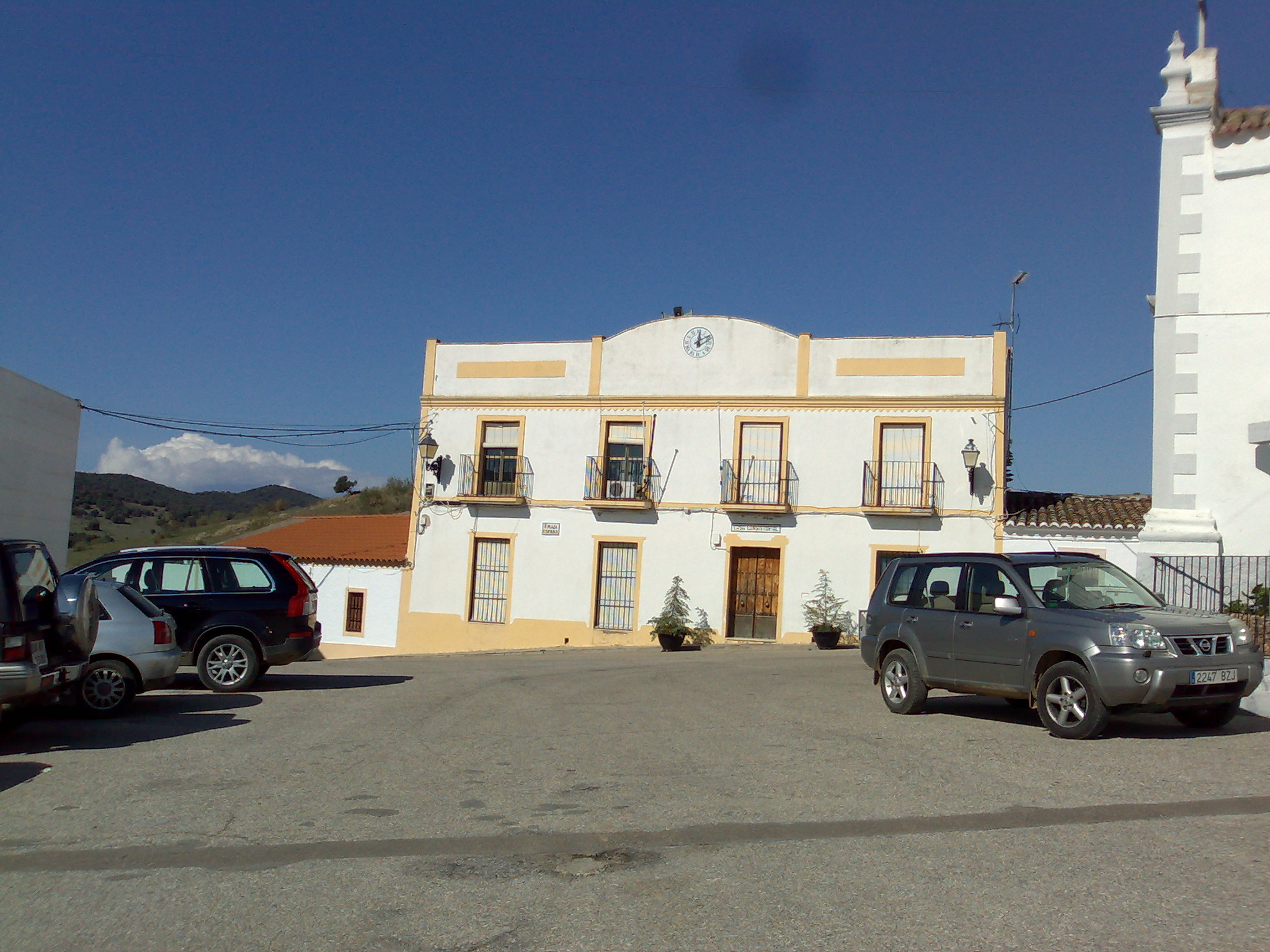
Rathaus

- Kirche Mariä Himmelfahrt
- Rathaus